# Pastilla dacuna
Pastilla dacuna là một loài cua nước ngọt thuộc chi đơn loài Pastilla trong họ Gecarcinucidae. Chúng là loài đặc hữu của Sri Lanka. Môi trường sống tự nhiên của chúng là các vùng đất thấp, ẩm như rừng, đầm lầy và sông nhiệt đới hoặc cần nhiệt đới.
Loài này đang bị đe dọa do mất môi trường sống.